# Dave Stryker
Dave Stryker (* 30. März 1957) ist ein US-amerikanischer Jazzgitarrist.

## Leben und Wirken
Stryker wuchs in Omaha (Nebraska) auf. Er erlernte seit dem Alter von zehn Jahren autodidaktisch das Gitarrespiel. Zunächst beeinflusst von Beatmusik und Bluesrock entdeckte er bald die Musik von Blueskünstlern wie Freddie King und dann den Jazz von Wes Montgomery, Kenny Burrell und Miles Davis für sich. Als Teenager trat er regelmäßig in Omaha auf. 1978 zog er nach Los Angeles, wo er eine Zeit lang bei Gitarrist Billy Rogers studierte und erstmals mit „Brother“ Jack McDuff auftrat.
1980 kam er nach New York City. Hier wurde er 1984 Mitglied der Band von McDuff, mit der er in den folgenden zwei Jahren durch die USA, Kanada und Europa tourte. Von 1986 bis 1995 gehörte er dem Quintett von Stanley Turrentine an, wo er auch mit Dizzy Gillespie und Freddie Hubbard auftreten konnte.
1988 erschien Strykers erstes Album unter eigenem Namen; ab 1990 war er beim Label SteepleChase Records unter Vertrag; später gründete er sein eigenes Label Strikezone. Er arbeitet mit verschiedenen eigenen Bands: der Stryker/Slagle Band, der The Blue to the Bone Band, dem Shades Project und dem Trio Mundo (mit Manolo Badrena und Andy McKee). Er begleitete auch Kevin Mahogany, James Williams, Royce Campbell und Rondi Charleston und arbeitete mit Steve Slagle sowie auch mit Tony Reedus. Nachdem Bob Mintzer mehrfach mit Strykers Orgeltrios aufgetreten war, hatte dieser die Idee, Stryker mit der WDR Big Band zusammenzubringen; so entstand das Album Blue Soul (2020).

## Diskographische Hinweise
- First Stryke, 1989
- Strykezone mit Steve Slagle, Marc Copland, Ron McClure und Ronnie Burrage, 1990
- Passage mit Steve Slagle, Joey Calderazzo, Jay Anderson und Adam Nussbaum, 1991
- Blue Degrees mit Larry Goldings, Rick Margitza und Jeff Hirshfield, 1992
- Full Moon mit Steve Slagle, Jay Anderson und Jeff Hirshfield, 1993
- Stardust mit Joey DeFrancesco und Adam Nussbaum, 1994
- Nomad mit Randy Brecker und Steve Slagle, 1994
- The Greeting mit Bruce Barth, Tony Reedus, Scott Colley und Daniel Sadownick, 1995
- Blue to the Bone mit Brian Lynch, Rich Perry, Conrad Herwig, Bob Parsons, Bruce Barth, Jay Anderson und Billy Drummond, 1996
- Big Room mit Billy Hart, Rich Perry und Ed Howard, 1996
- All The Way mit Bill Stewart und Scott Colley, 1997
- Blue to the Bone II mit Adam Nussbaum, Steve Slagle und Clark Gayton, 1998
- Shades of Miles Billy Hart, Manolo Badrena, Terry Burns, Marc Copland, Larry Goldings, Steve Slagle, Billy Drewes und Brian Lynch, 1998
- Changing Times mit Steve Slagle, Bill Moring, Tim Horner und Manolo Badrena, 1999
- Blue to the Bone III mit Jay Anderson, Clark Gayton, Tim Horner, Brian Lynch, Bob Parsons, Steve Slagle und James Williams, 2001
- Shade's Beyond mit Steve Slagle, David Berkman und Terry Burns, 2004
- Big City [live] mit Ed Howard, Dave Kikoski und Victor Lewis, 2005
- An Uptown Christmas 2005
- Six String Santa 2005
- The Chaser mit Jared Gold, Tony Reedus, 2006
- Latest Outlook mit Jay Anderson, Billy Hart, Joe Lovano und Steve Slagle, 2007
- Eight Track , mit Stefon Harris, Jared Gold, McLenty Hunter, 2014
- Eight Track III, mit Stefon Harris, Jared Gold, McClenty Hunter Mayra Casales, 2019
- Baker’s Circle (2021), mit Walter Smith III, Jared Gold, McClenty Hunter, Mayra Casales
- As We Are (2022), mit Julian Shore, John Patitucci, Brian Blade
- Prime (2023), mit Jared Gold, McClenty Hunter
- Groove Street (2024), mit Bob Mintzer, Jared Gold, McClenty Hunter